# Furna da Rua Longa
A Furna da Rua Longa é uma gruta portuguesa localizada na freguesia dos Biscoitos, concelho da Praia da Vitória, ilha Terceira, arquipélago dos Açores.
Esta cavidade apresenta uma geomorfologia de origem vulcânica posta a descoberto pela erosão e localizada em arriba.